# الحرب الهجومية
الحرب الهجومية هي الحرب التي تشنها دولة على دولة أخرى لتفادى أو إحباط مخطط ضدها أو لتدمير بنية عسكرية مضادة أو منع الدولة الأخرى من امتلاك أسلحة متطورة أو أسلحة دمار شامل أو من أجل أسباب سياسية أو اقتصادية أو دينية .
و هنالك دول كثيرة تتبع مقولة أن الهجوم أفضل وسيلة للدفاع ويقال أن صاحب هذه المقولة هو نيكولو مكيافيلي

## أمثلة الحرب الهجومية
هجوم أمريكا على العراق وأفغانستان وضرب أحد المصانع بالسودان بحجة انة مصنع حربي بعد أحداث 11 سبتمبر .
هجوم إسرائيل على البنية التحتية لأحد المنشأت العسكرية في سوريا.
هجوم إسرائيل على البنية التحتية للمفاعل النووي العراقى.